# Trentepohliales

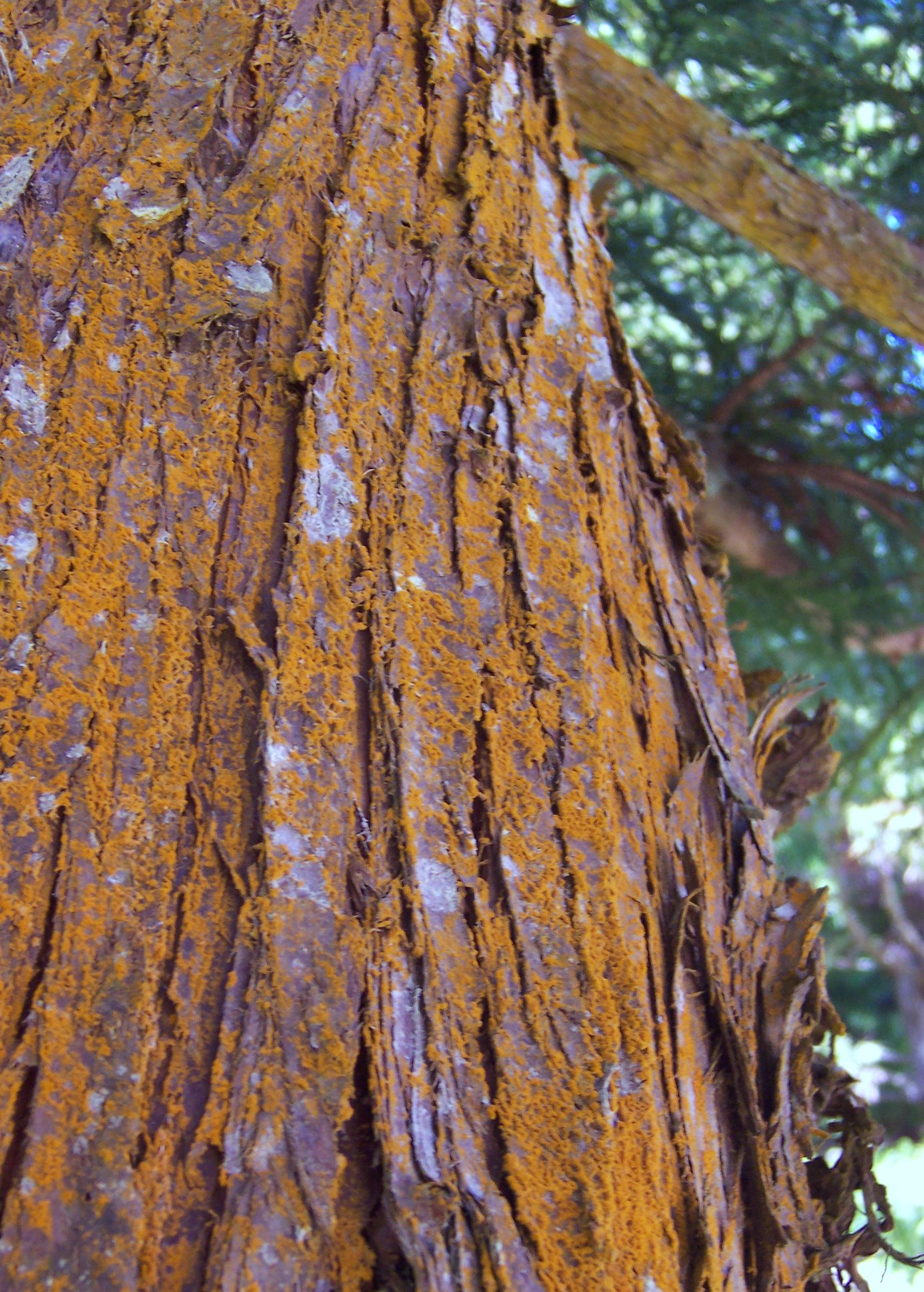
Trentepohlia sp. auf der Rinde der japanischen Sicheltanne

Trentepohliales sind eine Ordnung der Grünalgen mit der einzigen Familie Trentepohliaceae (Schuppengrünalgen). Sie gehören zu den Ulvophyceae, die ansonsten vor allem marine (im Meer lebende) Vertreter umfassen. Im Gegensatz leben die Trentepohliales außerhalb des Wassers (subaerisch), sie gehören zu den am weitesten verbreiteten subaerischen Algen. Mit der Gattung Spongiochrysis gibt es allerdings auch weitere subaerische Ulvophyceae, die nicht zu den Trentepohliales gehören. Benannt ist die Gattung nach dem oldenburgischen Botaniker Johann Friedrich Trentepohl.

## Merkmale
Die Arten der Trentepohliales bilden einreihige (uniseriate) Zellfäden mit unterschiedlichem Verzweigungsmuster, die auf Hartsubstraten wie Felsen, Baumrinde, Blättern und Früchten, selten auch auf nacktem Erdboden, aufwachsen. Je nach Gattung bilden sie vom Substrat abstehende offene, büschelartige Wuchsformen, niederliegende, kriechende Fäden oder kompaktes, plattenartiges Pseudoparenchym aus miteinander verwobenen und verwachsenen Fäden. Einige Arten wachsen im Inneren von Pflanzengewebe (endophytisch) oder auf Tieren (epizoisch), etwa im Fell von Faultieren der Gattung Bradypus. Eine Reihe von Arten bilden den Algenpartner (Photobiont oder Phycobiont) in den (als Symbiose aus Algen und Pilzen gebildeten) Flechten. Dabei wird angenommen, dass je nach Abschätzung etwa 20 bis gut 30 Prozent aller Flechtenarten den Algenpartner aus dieser Ordnung haben, vor allem in den Tropen.
Die Trentepohliales sind meist durch Carotinoide und Astaxanthine kräftig rot, gelb oder orange gefärbt, es kommen aber auch grün gefärbte Arten vor. Charakteristisch für die Ordnung sind Zoosporangien, die seitlich (lateral) auf sogenannten suffultorischen Zellen, das sind flaschenförmige Stützzellen ohne Plastiden, aufsitzen. Die Plastiden sind seitlich (parietal) sitzend, es ist ein netzartiger, oder mehrere scheibenförmige Plastiden pro Zelle ausgebildet. Sie besitzen niemals Pyrenoide. Auffallend ist, dass bei der Zellteilung ein sogenannter Phragmoplast gebildet wird. Dies ist eigentlich typisch für die andere Großgruppe der grünen Algen, die Streptophyta, zu denen sich auch die Landpflanzen ableiten. Die Zugehörigkeit zu den Ulvophyceae war daher lange Zeit umstritten und wurde erst aufgrund von phylogenomischen Untersuchungen allgemein akzeptiert.

## Lebenszyklus
Es kommt sowohl geschlechtliche als auch ungeschlechtliche Vermehrung vor. In den Gattungen Trentepohlia, Phycopeltis und Printzina wechseln sich ein diploider Sporophyt und ein haploider Gametophyt ohne morphologische Unterschiede ab (Isomorphie). Bei den Gattungen Cephaleuros und Stomatochroon ist der Generationswechsel heteromorph, also Gametophyt und Sporophyt morphologisch verschieden. Die Gameten sind mit zwei Geißeln versehen, sie sind untereinander gleich große Isogameten, so dass kein männliches und weibliches Geschlecht unterschieden werden können. Die Gametangien sind meist morphologisch von den vegetativen Zellen unterscheidbar, sie sind rundlich, ei- oder flaschenförmig. Neben der geschlechtlichen Fortpflanzung kommt ungeschlechtliche Vermehrung des Gametophyten über viergeißelige (quadriflagellate) Zoosporen vor. Von einigen Gattungen wird berichtet, dass sich die begeißelten Schwärmerzellen alternativ als Gameten oder als Zoosporen verhalten können.

## Innere Systematik
Die konventionell unterschiedenen Gattungen innerhalb der Gruppe sind, nach molekularen Untersuchungen, keine monophyletischen Einheiten. Da die Phycobionten innerhalb der Flechten normalerweise keine erkennbaren Fortpflanzungsorgane aufweisen, konnte ihre Verwandtschaft nur mit DNA-Sequenzierung molekular aufgeklärt werden.
Die folgenden, heute taxonomisch noch anerkannten fünf Gattungen werden zur Familie Trentepohliaceae gerechnet:
- Trentepohlia C.Martius 1817 (Schuppengrünalge[7]).
Fadenförmig wachsende Arten, mit niederliegenden (prostraten) und aufrecht wachsenden, büschelartigen Fäden, selten kompakter und krustenförmige Thalli, auf Felsen, Rinde, Blättern oder dem Erdboden, oft kräftig rot oder orange gefärbt. Weltweit, vor allem topisch, aber bis in gemäßigte (temperate) Breiten.
- Cephaleuros Kunze ex E.M.Fries.
Parasitisch auf Pflanzen, wo sie intrazellulär, unterhalb der Kutikula, wachsen. Sie erzeugen Blattnekrosen und sind teilweise wirtschaftlich bedeutsame Schädlinge.
- Phycopeltis Millardet.
Scheiben- oder lappenförmige pseudoparenchymatische Thalli, meist auf Blättern (epiphyll).
- Printzina R.H.Thompson & Wujek. Ähnlich Trentepohlia, vor allem nach der Form der Zoosporangien unterschieden.
- Stomatochroon B.T.Palm.
Selten gefunden. Endophytisch, innerhalb von Blattgewebe wachsende Fäden. Verursacht anders als Cephaleuros aber keine Nekrosen oder andere Symptome.

Die Gattung Physolinum Printz ist taxonomisch umstritten, sie wird in neueren Bearbeitungen meist in Trentepohlia einbezogen. Der Status einiger weiterer nominaler Gattungen ist ungeklärt.

### Die GattungTrentepohlia
Zur Gattung Schuppengrünalge gehören einige Arten, die zu den am frühesten beschriebenen Algen überhaupt zählen. Carl von Linné beschrieb 1753 die Art Byssus iolithus (heute Trentepohlia iolithus) und 1759 Byssus aureus (heute Trentepohlia aurea, die Farbige oder Goldene Schuppengrünalge). Die Linnésche Gattung Byssus wird heute nicht mehr anerkannt, Byssus botryoides (heute Omphalina ericetorum) ist der Pilz-Partner einer Flechte, Byssus velutina (heute Pogonatum abides) ist eine Moosart.

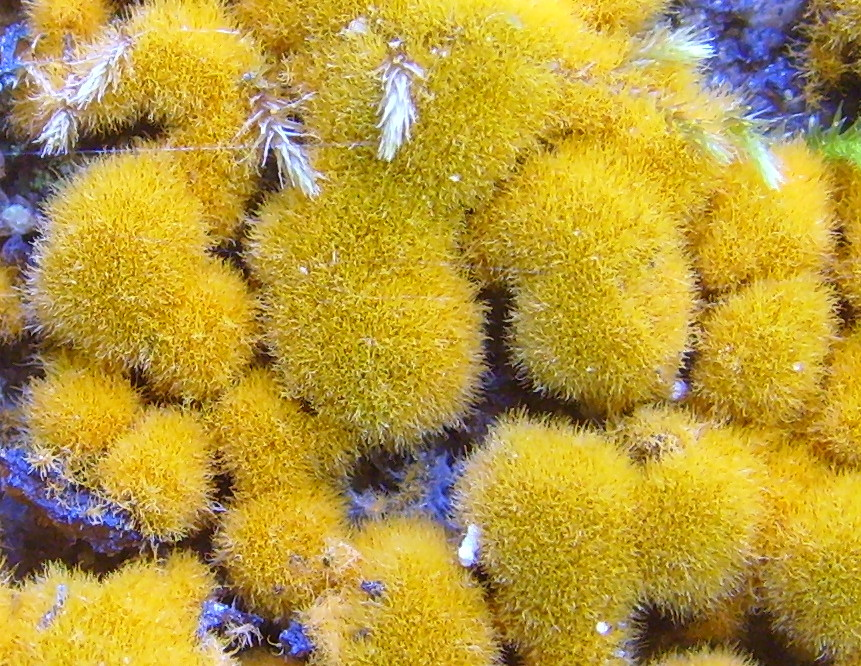
Trentepohlia aurea, Collégiale de Pont-Croix, Finistère, Bretagne

Die Fadenalgen leben an Baumstämmen oder feuchten Felsen. Sie können dabei auch als Endosymbiont in Flechten vorkommen. Die Vegetationskörper von Trentepohlia werden durch eingelagerte Carotinoide orange gefärbt, so dass das Grün des Chlorophylls nicht mehr zu erkennen ist.
Trentepohlia-Arten finden sich an ähnlichen Standorten auch als Endosymbiont von Flechten, speziell der Schriftflechte Graphis scripta und anderen Krustenflechten der Gattungen Graphis (Familie Graphidaceae, Ordnung Ostropales), Gyalecta (Familie Gyalectaceae) und Opegrapha (Familie Roccellaceae).
Aufgrund ihrer Kälteempfindlichkeit treten Trentepohlia-Algen als Photobionten von Flechten überwiegend in tropischen und subtropischen Klimazonen auf.
Einige Arten tauchen jedoch in den gemäßigten Zonen aller Kontinente auf.

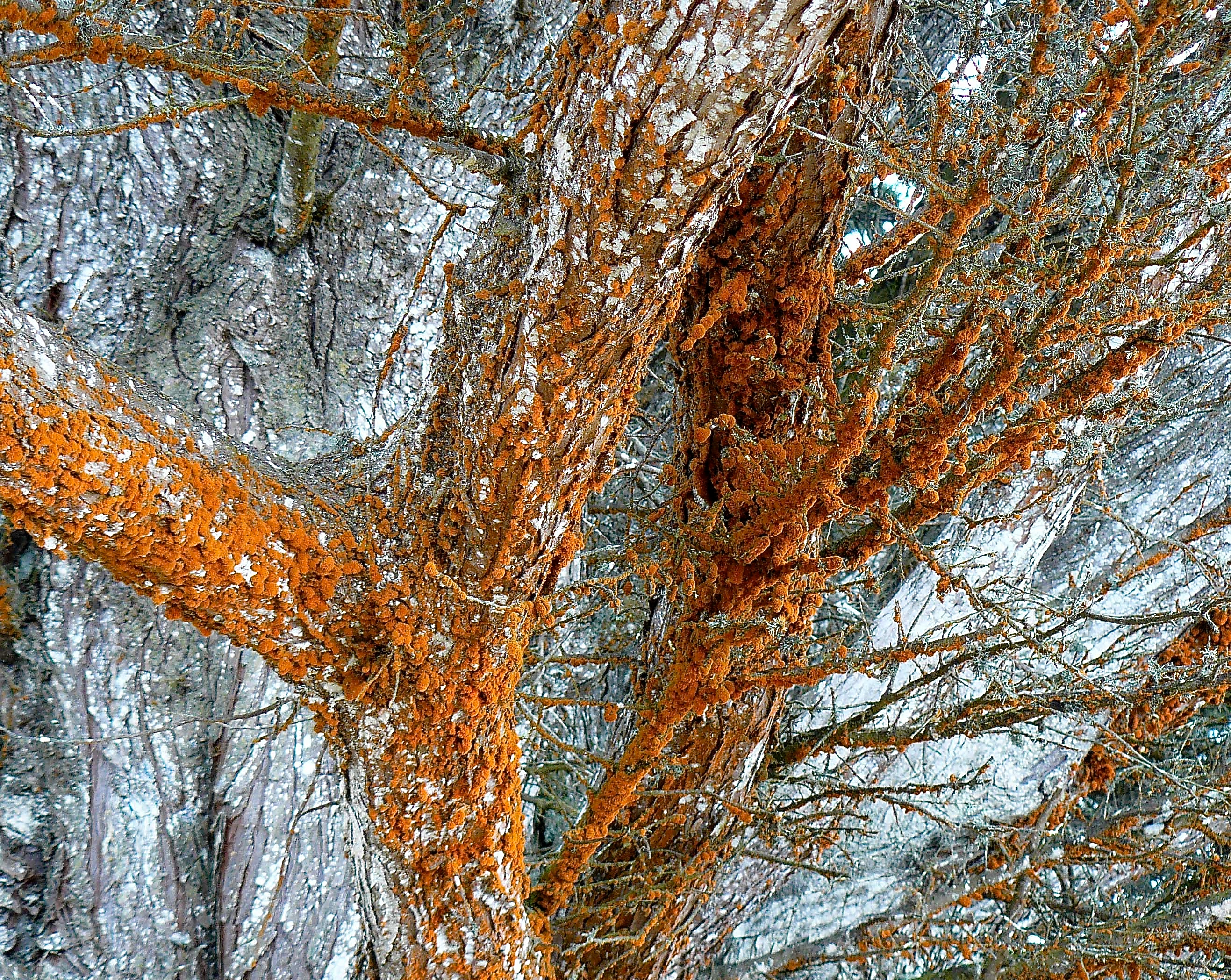
Trentepohlia aurea auf einer Monterey-Zypresse im kalifornischen Morro Bay State Park

Trentepohlia aurea kommt weltweit vor und wächst beispielsweise auf Baumstämmen und Ästen von Eichen sowie auch der Monterey-Zypresse (Cupressus macrocarpa) in Kalifornien und ist wohl die häufigste Trentepohlia-Art in Großbritannien. Die Orangefärbung stammt von in den Zellen eingelagerten Carotinoiden.
Innerhalb der Gattung Trentepohlia wurden mehr als 50 Arten beschrieben. In Großbritannien sind mindestens vier Arten nachgewiesen.